# 산파파야
산파파야(山papaya, 학명: Vasconcellea pubescens 바스콩켈레아 푸베스켄스[*])는 파파야과의 과일 나무(소교목 또는 관목)이다. 원산지는 베네수엘라, 볼리비아, 에콰도르, 콜롬비아, 파나마, 페루 등 중·남미 지역이다.